# روبي إم. أيريس
روبي إم. أيريس (بالإنجليزية: Ruby M. Ayres)‏ (28 يناير 1881، واتفورد في المملكة المتحدة - 14 نوفمبر 1955 في المملكة المتحدة)؛ كاتِبة مُتخصِّصة في أدب الأطفال، سيناريست وروائية بريطانية.

## روابط خارجية
- روبي إم. أيريس على موقع IMDb (الإنجليزية)
- روبي إم. أيريس على موقع قاعدة بيانات الفيلم (الإنجليزية)
- روبي إم. أيريس على موقع كينوبويسك (الروسية)